# Сіра
Сіра́ (фр. Syrah), також відомий як шира́з (Shiraz — особливо в Австралії) — червоний сорт винограду, підвид виду виноград культурний (Vitis vinifera), один з найвизначніших сортів. Сіра швидко здобуває світову популярність і за деякими оцінками може стати настільки ж відомим, як каберне совіньйон.

## Походження
Сорт походить з південно-східної Франції, мабуть з долини Рони. За допомогою ДНК аналізу 1998 року доведено, що сіра походить від двох маловідомих сортів дюреза та мондез білий. Сіра також є родичем іншого славетного сорту — піно-нуар.

## Агротехніка

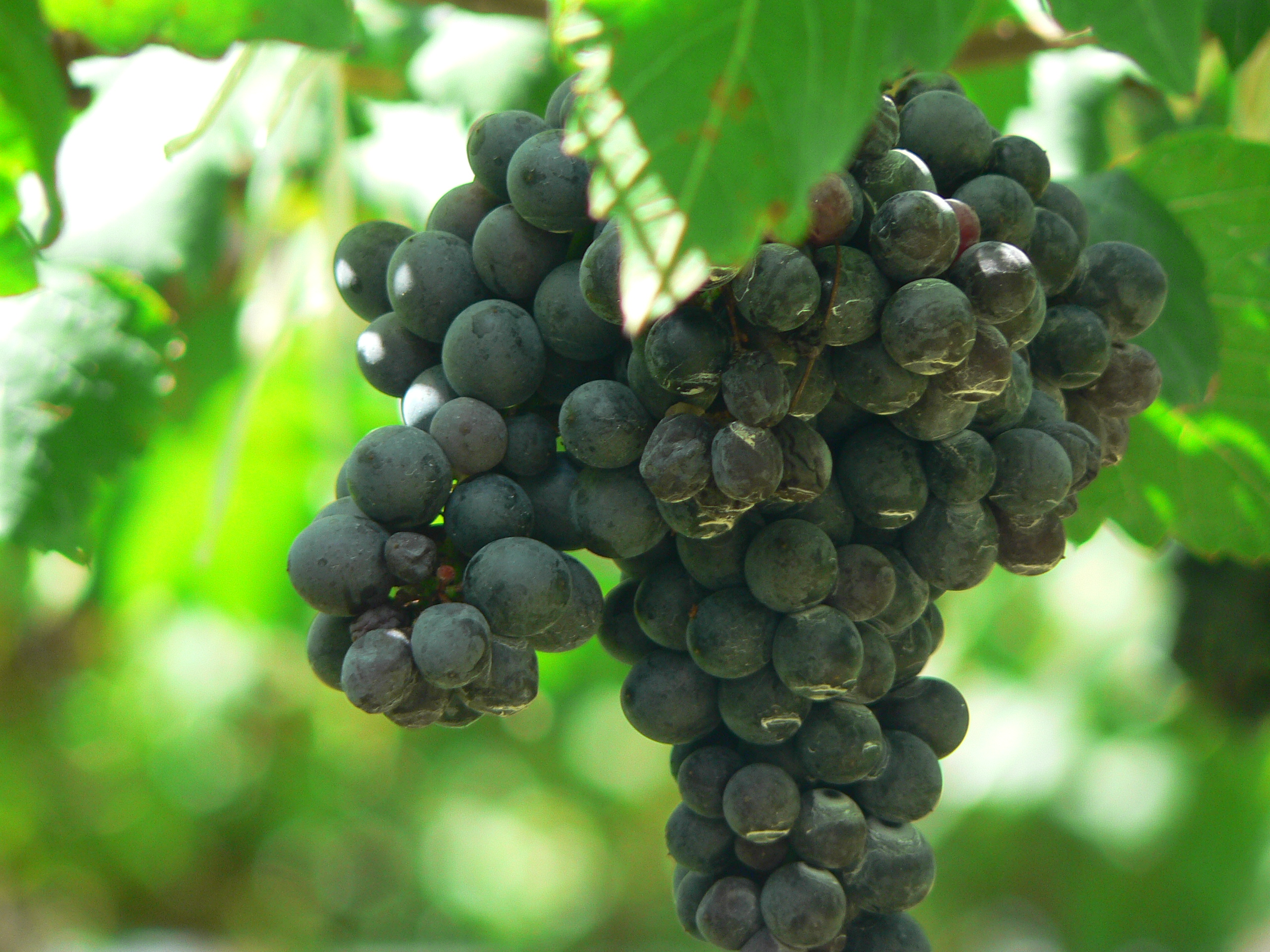
Сіра/Шираз

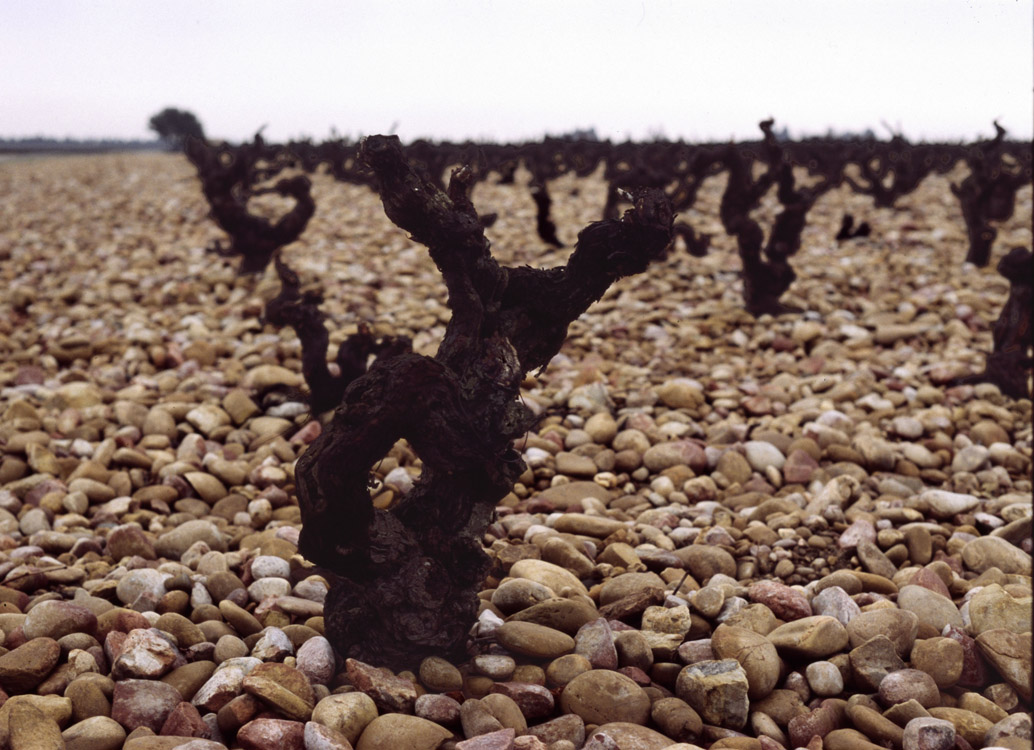
Гранітна галька Шатонеф-дю-Пап

Сорт сіра — доволі продуктивний і стійкий до захворювань. Квітне не надто рано, достигає не надто пізно. Сіра потребує теплого клімату, що обмежує регіони його вирощування. Ідеальним ґрунтом вважається кам'янистий граніт, який забезпечує дренаж і акумуляцію денного тепла, яке огріває рослини після заходу Сонця. Класичним ґрунтом є гранітна галька району Шатонеф-дю-Пап долини Рони.

## Розповсюдження
За деякими оцінками сорт cіра — п'ятий за площею культивації сорт винограду у світі. До 1970-х років сіра можна було зустріти здебільшого в долині Рони й Австралії, але протягом останніх років сорт набуває популярності і його насадження швидко поширюються у США, Південній Африці, Чилі та Новій Зеландії.

### Визначні регіони
Найвідомішим регіоном для сіра є його рідна долина Рони у Франції, де цей сорт здобув свою славу і відо́мість. Найпрестижнішими виноградниками для Сіра є Кроз-Ермітаж, Кот-Роті, а також у сумішах з гренашем — Шатонеф-дю-Пап, Кот-дю-Рон.

### Інші регіони
Інші важливі регіони культивації сорту сіра — Австралія (тут сіра, відомий як шираз, з'явився у XVIII столітті й займає найбільшу площу виноградників), Каліфорнія (долини Напа і Сонома), Південна Африка — (Стеленбош і Паарль), Чилі, Аргентина та північна Нова Зеландія.

## Стилі вина

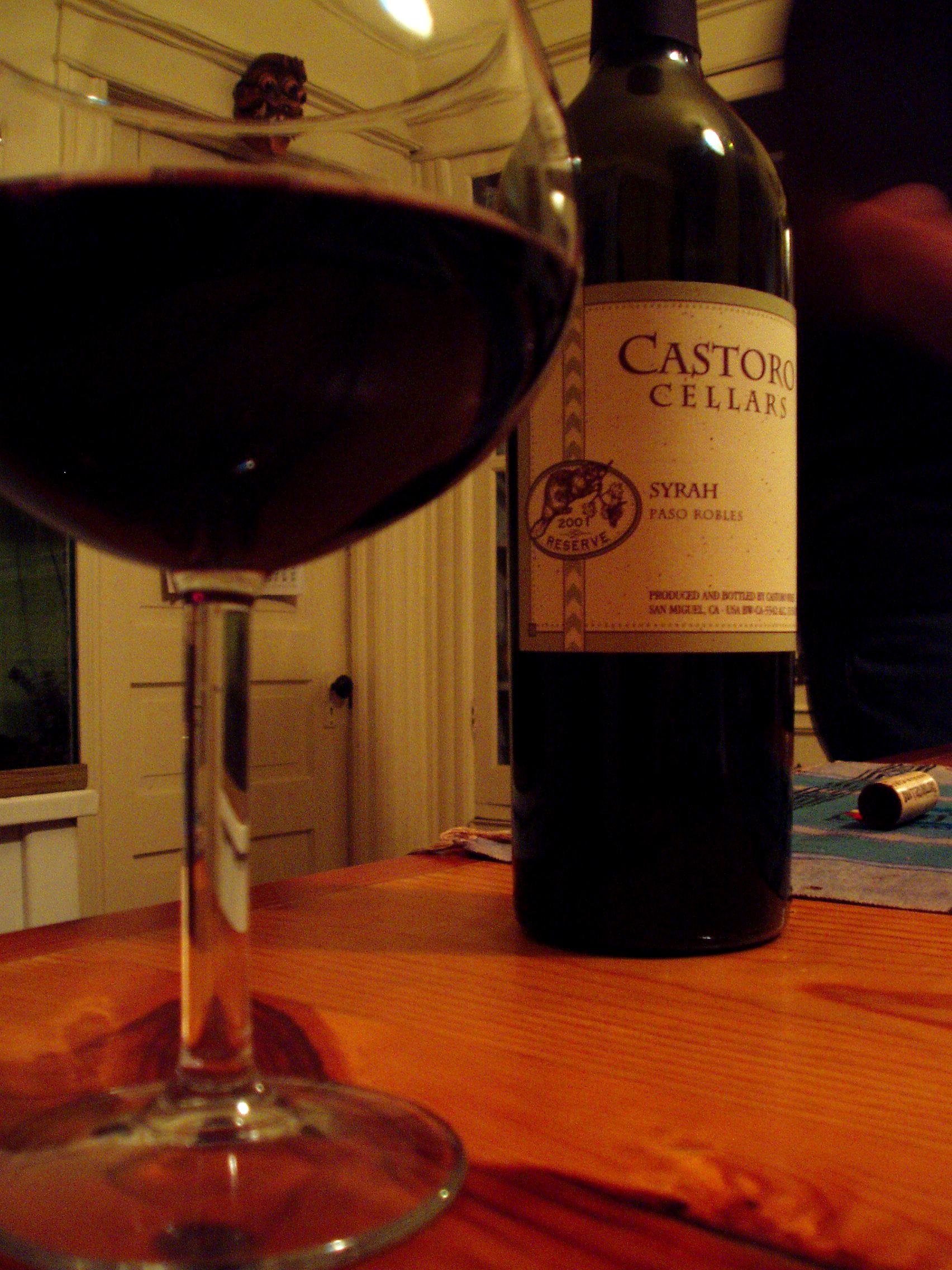
Келих Сіра

Для вин з сорту сіра характерна середня кислотність, високий вміст м'яких танінів та інтенсивність смаку, кольору та аромату. Завдяки танінам і кислотам вина з сіра здатні до витримки протягом багатьох років, навіть десятиріч. Сіра є частим компонентом в купажних винах де цей сорт балансує жорсткі таніни та кислотність каберне совіньйон або фруктові аромати та низьку інтенсивність гренаш.
Смакові та ароматичні характеристики:
- класичні аромати сіра — ожина, чорний шоколад, чорний перець, м'ята;
- у теплих кліматах: локриця, гвоздика, евкаліпт;
- після витримки: шкіра, вогке листя, ґрунт.

## Кулінарні комбінації
Оскільки вино, в якому домінує Сіра, має високий вміст кислот та танінів, його вживають із жирною їжею, такою як смажене м'ясо, особливо, смажене на грилі, печеня, смажені ковбаси тощо.